# 발데마르 슈테펜
발데마르 슈테펜(독일어: Waldemar Steffen, 1872년 12월 23일 ~ ?)은 독일의 육상 선수로 프랑스 파리에서 열린 1900년 하계 올림픽에 참가했다.
높이뛰기 경기에서는 1.70m를 기록, 공동 4위에 올랐다.
스테펜은 멀리뛰기 경기에도 참가했으며 6.300m를 뛰어서 출전선수 12명 중 8위를 기록했으며 세단뛰기 경기에서는 6위안에 들지 못했다. 제자리세단뛰기 경기에서는 4위안에 들지 못했다.

## 참고 문헌
- De Wael, Herman. Herman's Full Olympians: "Athletics 1900". 2010년 9월 17일 확인, 컴퓨터로는  보관됨 2006-02-11 - 웨이백 머신에서 확인 가능..
- Mallon, Bill (1998). 《The 1900 Olympic Games, Results for All Competitors in All Events, with Commentary》. McFarland & Company, Inc., Publishers. ISBN 0-7864-0378-0.